# Industrie
De industrie (Latijn industria: bedrijvigheid, ijver) is het deel van de economie, dat wordt gekenmerkt door de productie en verwerking van materiële goederen of artikelen in fabrieken en ondernemingen. Industrie wordt gekenmerkt door een hoge graad van mechanisering en automatisering, en staat daarmee in tegenstelling tot de ambachtelijke vorm van productie.
Het proces van veranderingen in het productieproces door mechanisatie en de daaropvolgende veranderingen in de productieorganisatie, zoals de invoering van het fabriekssysteem, wordt industrialisatie genoemd.
Er zijn ook sectoren die niet voldoen aan de bovenstaande definitie en toch worden aangeduid als een industrie, zoals dienstverlenende bedrijfstakken als de "toerisme-industrie", "bio-industrie", "muziekindustrie", "amusementsindustrie" of "software-industrie". De reden hiervoor is gelegen in de specifieke vertaling van het Engels woord industry, dat in aanvulling op de industrie, ook branche of bedrijfstak kan betekenen.

## Algemeen
Industrie is de productie van economische goederen, en het geheel van producerende bedrijven behoudens mijnbouw, bouwnijverheid en nutsbedrijven. De industrie is opgedeeld in verschillende industrietakken of branches, die ieder een specifiek gedeelte van de economische productie leveren, zoals de kledingindustrie.
In de economische wetenschap worden de industrie en bouwnijverheid samen de secundaire sector genoemd. Landbouw en mijnbouw vormen samen de primaire sector, en de dienstverlening de tertiaire sector. 
Industrie wordt gekenmerkt door:
- de productie van materiële goederen, waarbij grondstoffen worden verwerkt[2]
- marktgerichtheid van de productie,
- een zekere mate van arbeidsdeling.

Industrie in deze betekenis is in veel landen de sleutelsector van de economie. De industrie is qua omzet verantwoordelijk voor ongeveer een derde deel van de wereldeconomie. Dat is tegenwoordig meer dan de agrarische sector, maar minder dan de dienstensector. Indien de mechanisatiegraad van een productie laag is, spreekt men wel van manufactuur.
Naar aandeel in de werkgelegenheid is de industrie slechts gedurende enkele decennia belangrijker geweest dan de landbouw- en dienstensector, en dan nog niet overal. Dat was met name het geval in Europa en de Sovjet-Unie kort na de Tweede Wereldoorlog. Alleen in Groot-Brittannië, Duitsland, België (Wallonië) en Zwitserland is de industrie meer dan een halve eeuw dominant geweest. In de Verenigde Staten, Frankrijk, Japan, Nederland en vele andere landen is de tewerkstelling in de industrie nooit uitgestegen boven die in de landbouw en de dienstverlening. 

### Angelsaksische wereld
In Angelsaksische landen wordt onder industry iedere marktgerichte activiteit verstaan, inclusief de ambachtelijke productie en de productie van diensten. Zo is vreemdelingenindustrie letterlijk vertaald de Angselsaksische term voor de toerismesector, een activiteit die onder de tertiaire sector valt. 
De van oorsprong Angelsaksische wetenschap der industriële organisatie, de studie van het strategische gedrag van ondernemingen ten opzichte van markten en concurrenten, behelst alle sectoren van de economie, niet alleen de productie van materiële goederen.

## Onderverdeling van de industrie

### Generieke indeling
De industrie kan worden ingedeeld in twee hoofdgroepen:
- de materialenproducerende, procesmatige industrie of procesindustrie, omvat de productie van materialen. Het gaat hierbij om de chemische industrie, terwijl ook grote gedeelten van de voedingsmiddelenindustrie en de basismetaalindustrie (hoogovenbedrijf en staalfabrieken) een procesmatig karakter hebben.
- de discrete productie, ook wel maakindustrie genoemd, omvat de productie van discrete producten. Dit kan gaan om voorwerpen alsook om verpakte materialen, voedingsmiddelen en dergelijke.

Andere indelingen die kunnen worden gemaakt:
- kapitaalgoederenindustrie
- consumptiegoederenindustrie

of:
- lichte industrie
- zware industrie

### Standaard Bedrijfsindeling
Het Nederlandse Centraal Bureau voor de Statistiek (CBS) hanteert de Standaard Bedrijfsindeling (SBI). De recentste versie is de SBI 2008.
SBI 1993 deelt de activiteiten van bedrijven, verenigingen, overheidsorganen etc. naar zes niveaus in. Een voorbeeld van de industrie op het niveau van twee letters (subsectoren):
| Code | Producten                                                           | Takken van industrie |
| ---- | ------------------------------------------------------------------- | --- |
| DA   | Voeding- en genotmiddelen                                           | voedingsmiddelenindustrie, vleesverwerkende industrie, zuivelindustrie, suikerindustrie, drankindustrie, sigarenindustrie, sigarettenindustrie |
| DB   | Textielproducten en kleding                                         | lakenindustrie, wolindustrie, katoenindustrie, textielindustrie, kledingindustrie                                                              |
| DC   | Leer en lederwaren (geen kleding)                                   | leerindustrie, lederwarenindustrie |
| DD   | Hout en producten van hout, kurk, riet en vlechtwerk (geen meubels) | houtindustrie |
| DE   | Papier en karton en daarvan afgeleide producten                     | papierindustrie |
| DF   | Olie- en steenkoolproducten; nucleaire producten                    | olie-industrie, nucleaire industrie |
| DG   | Chemische producten                                                 | chemische industrie |
| DH   | Producten van rubber en kunststof                                   | rubberindustrie, kunststofindustrie |
| DI   | Glas, aardewerk, cement-, kalk- en gipsproducten                    | glasindustrie, aardewerkindustrie, cementindustrie                                                                                             |
| DJ   | Metaal                                                              | metaalindustrie, aluminiumindustrie, koperindustrie, staalindustrie                                                                            |
| DK   | Machines en apparaten                                               | machinebouw-industrie, landbouwmachine-industrie                                                                                               |
| DL   | Elektrische en optische apparaten                                   | elektrischeapparatenindustrie, computerindustrie                                                                                               |
| DM   | Automobielindustrie, vliegtuigen, treinen en dergelijke             | scheepsbouwindustrie, auto-industrie, vliegtuigindustrie                                                                                       |
| DN   | Meubels en overige goederen                                         | meubelindustrie |

De codering van de SBI kent op hoger aggregatieniveau voor iedere code één of twee letters. Voor verdere verfijning wordt gebruikgemaakt van niveaus aangegeven door twee tot en met vijf cijfers. Het letterniveau en het cijferniveau zijn los van elkaar te gebruiken. Meestal wordt een activiteit aangegeven via de cijfers. Om het gebruik van de SBI te vergemakkelijken stelt het CBS een index en een toelichting beschikbaar. De index bestaat uit een lijst van activiteiten met daarachter de vijfcijferige code. De toelichting beschrijft voor de verschillende niveaus, de activiteiten die daarin worden ingedeeld en verwijst voor activiteiten waar je over zou kunnen twijfelen naar de juiste subklasse.
De eerste twee cijfers van de SBI komen overeen met die van de ISIC, de bedrijfsindeling van de Verenigde Naties. De eerste vier (van de vijf) cijfers zijn die van de NACE, de indeling van de Europese Unie. Zo zijn de bestanden en cijfers van de verschillende landen en internationale instanties koppelbaar en vergelijkbaar.
Al deze indelingen zijn per 1 januari 2008 herzien. Toen is de SBI 2008, die gebaseerd is op de nieuwe ISIC Rev.4 en de nieuwe NACE Rev.2, ingegaan. Belangrijkste wijziging betreft de nieuwe informatiesector, die samengesteld is uit verschillende klassen uit de SBI'93. Het CBS stelt schakelschema's beschikbaar om codes van de oude naar de nieuwe SBI te schakelen. Ook zullen de index en de toelichting worden aangepast. Veel oude codes zijn echter niet zonder meer te vertalen naar de nieuwe indeling.

### Andere indelingen
De industrie kan ook worden ingedeeld op basis van de vorm van productie:
- procesindustrie, die de vervaardiging van materialen omvat, alsmede de voedings- en genotmiddelenindustrie:
  - batchgewijze productie,
  - continue productie.
- stuksgewijze productie, die de vervaardiging van discrete producten omvat:
  - massaproductie,
  - serieproductie,
  - projectgewijze productie.

Andere algemene vormen van industrie zijn:
- plattelandsnijverheid
- huisnijverheid
- lichte industrie
- zware industrie

Andere specifieke vormen van industrie:
- bio-industrie
- defensie-industrie

Industriële ondernemingen of activiteiten worden ook ingedeeld naargelang van de plaats die het product in de externe waardeketen inneemt: basisgoederen, halffabricaten en afgewerkte producten. Een olieraffinaderij (eigenlijk een kraker) produceert de grondstof etheen; een polymerisatiefabriek maakt daar polyethyleenkorrels van, die dan elders verder verwerkt worden tot bijvoorbeeld huishoudfolie.

## Duurzaamheid
Wereldwijd is de industrie verantwoordelijk voor circa 18 procent van alle door de mens veroorzaakte uitstoot van broeikasgassen. De industrie maakt gebruik van verschillende natuurlijke hulpbronnen en veroorzaakt in sommige gevallen ook milieuvervuiling in de directe omgeving. 
Veel takken van industrie werken om deze reden aan verduurzaming, door vermindering van het verbruik van grondstoffen, en van de uitstoot van broeikasgassen en vervuiling. Overheden op verschillende niveaus: globaal, Europees, nationaal en regionaal, dragen hier via beleid aan bij.